# 硫化钾
硫化钾是一个无机盐类，化学式为K2S。它的晶体结构与硫化锂、硫化钠和硫化铷类似，都为反萤石型结构，半径较小的钾离子占CaF2中的F−位，较大的硫离子占八配位的Ca2+位。
硫化钾与其他碱金属硫化物类同， 含有强碱性的S2−阴离子，溶于水时强烈水解為氫氧化鉀和硫化氫鉀：
K2S  +  H2O  →  KOH  +  KSH
实际中通常不需考虑该反应，含SH−与OH−的混合溶液可以作S2−来源。
K2S可由单质钾与硫化合制备。该反应十分剧烈，实验室中常以液态的无水氨作介质。
多硫化钾（K2Sx）是多硫化物的一类，含有多硫离子Sx2−，可由硫溶于硫化钾溶液制备。其颜色随着x值增大而加深，与酸反应放出硫化氢气体，多余的硫沉淀下来。